# Mormia palposa
Mormia palposa és una espècie d'insecte dípter pertanyent a la família dels psicòdids que es troba a Europa: la Gran Bretanya i Bèlgica.